# 亚历山大·米哈伊洛维奇·奥尔洛夫
亚历山大·米哈伊洛维奇·奥尔洛夫（俄语：Алекса́ндр Миха́йлович Орло́в；1895年8月21日—1973年3月25日），原名列夫·拉扎列维奇·费尔德宾（Лазарь Фельдбин），是一位苏联秘密警察，最高军衔为国家安全少校。曾获得列宁勋章、红旗勋章。大清洗时流亡美国，成为一名蘇聯叛逃人士，写下《斯大林肃反秘史》一书以揭露大清洗的内幕。

## 生平
奥尔洛夫出生在白俄罗斯博布鲁伊斯克的一个东正教犹太人家庭，曾在莫斯科大学学习，后来加入沙俄军队。俄国内战爆发之后奥尔洛夫加入苏联红军，成为总参谋部情报部（格鲁乌）的军官，活跃于乌克兰的基辅，擊敗了白军。后来前往阿尔汉格尔斯克，进入内务人民委员部附属国家政治保卫局中工作。1924年5月，成为秘密警察中的一员。
作为内务人民委员部的间谍，他曾先后前往巴黎、柏林、美国、奥地利、英国等地活动。后来西班牙内战爆发，内务人民委员部派遣奥尔洛夫前去协助西班牙第二共和国，并在内战中扮演重要角色。
20世纪三十年代，苏联发动大清洗，奥尔洛夫的不少上司和同事都遭到逮捕。其上司阿布拉姆·斯卢茨基声称得到消息，说德军计划刺杀奥尔洛夫，准备为奥尔洛夫装备一个卫队；但奥尔洛夫知道其目的是为了监视自己，因此婉拒了这个建议。
1938年，叶若夫向奥尔洛夫发出电报，要求他前往比利时安特卫普的一艘船上与苏联特工接头。奥尔洛夫意识到自己将会被逮捕回国，而回国后可能遭到逮捕处决，因此拒绝回国并且携妻女流亡美国。在美国，他过起了隐居生活，并且用俄语写下《斯大林肃反秘史》（The Secret History of Stalin's Crimes）一书。书中披露了苏联大清洗中的许多内幕，证实了莫斯科审判是由斯大林主导的“作秀公审”。此后又将其翻译成英语，于1953年在美国出版。该书的出版轰动了整个西方世界，奥尔洛夫因此受到克格勃的追杀，但他也受到了美国中情局的保护。直到1963年，赫鲁晓夫政权才不再将奥尔洛夫列为叛国者，但《斯大林肃反秘史》一书在苏联仍是禁书。

## 外部連結
- （俄文）蘇聯間諜，亚历山大·米哈伊洛维奇·奥尔洛夫（页面存档备份，存于）《莫斯科迴聲》
- （俄文）XPOHOC — 亚历山大·米哈伊洛维奇·奥尔洛夫（页面存档备份，存于）